# هوثورن، کانتی دورام
هوثورن (به انگلیسی: Hawthorn) یک روستا و محله مدنی در بریتانیا است که در County Durham واقع شده‌است. هوثورن ۵۰۰ نفر جمعیت دارد.